# Georges Charpak

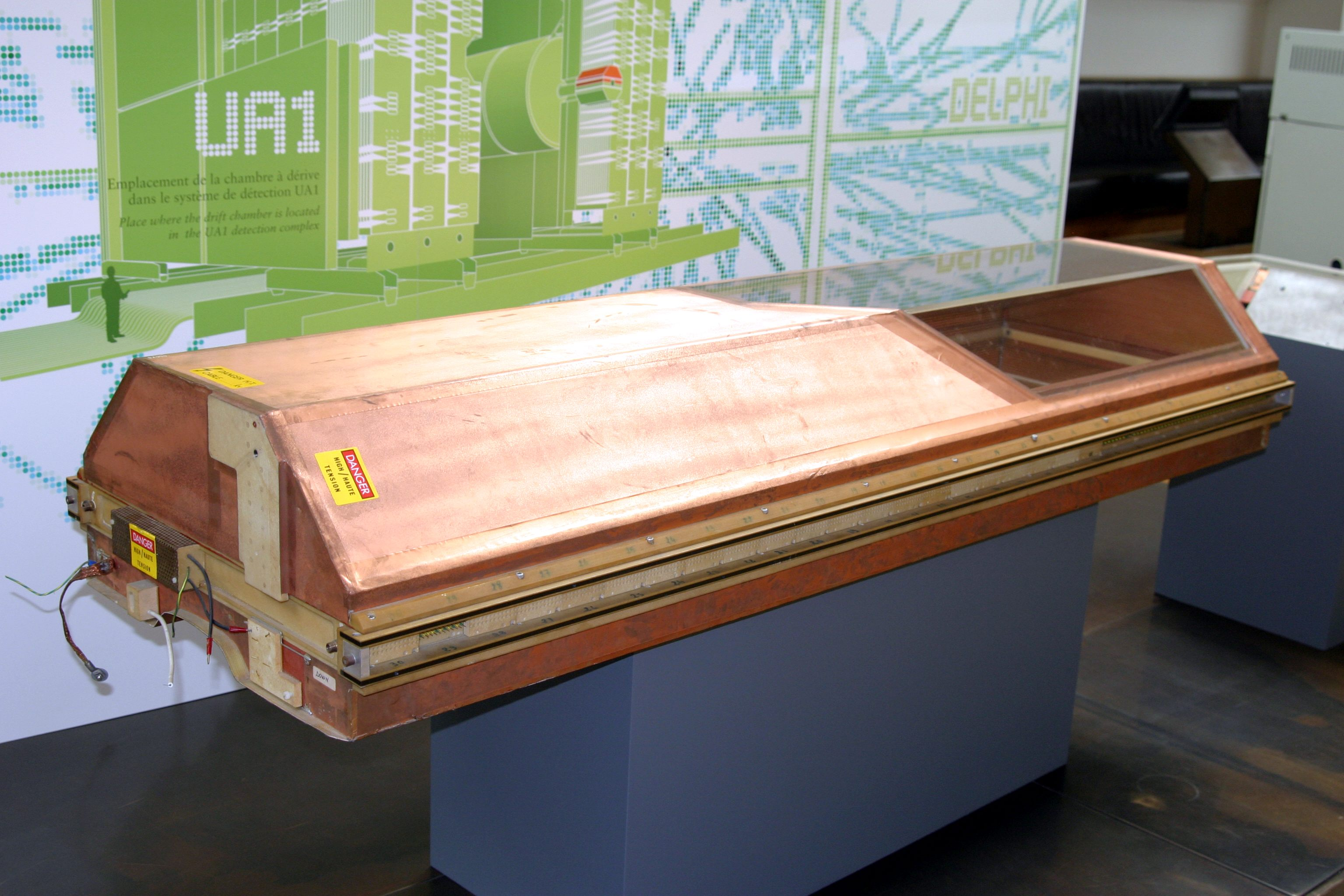
Drátěná komora

Georges Charpak (1. srpna 1924, Dabrovica, Polsko, dnes Ukrajina – 29. září 2010, Paříž, Francie) byl francouzský fyzik ukrajinského původu, nositel Nobelovy ceny za fyziku (1992), kterou obdržel za vynález a vývoj částicových detektorů, zejména drátěné komory.
Do Paříže se z Polska přestěhoval s celou svojí rodinou v sedmi letech. Za druhé světové války byl v odboji a v roce 1943 byl zajat vichisty. V roce 1944 vězněn v koncentračním táboře v Dachau, odkud byl po roce propuštěn a dalším se stal občanem Francie.

## Vědec
- 1955 – doktorát (College de France) v Paříži
- 1959 – pracovník CERNu
- 1968 – konstrukce první drátěné komory
- 1984 – profesor fyziky a chemie na School of Advanced Studies v Paříži
- 1985 – členem francouzské akademie věd

## Drátěná komora

Schematický nákres drátěné komory

Tento detektor je schopen zachytit každou sekundu dráhu několika miliónů částic a tato data předat počítači k vyhodnocení. Dřívější detektory, jako bublinková komora či mlžná komora, měli řádově nižší schopnost záchytu částic. Rychlost a přesnost detektoru vyvolala převrat v částicové fyzice. Objev částice J/psi Tingem a objev částic W a Z Carlem Rubbiou (Nobelova cena 1976, 1984) umožnil tento detektor. Od roku 1990 se drátěná komora používá téměř u všech experimentů v částicové fyzice.
Charpakova komora nalezla také uplatnění v medicíně, biologii a v průmyslu.